# Artystka wędrowna
Artystka wędrowna – powieść Moniki Szwai z roku 2005. Jest to kontynuacja losów Wiki Sokołowskiej (obecnie Wojtyńskiej), z powieści Zapiski stanu poważnego i Romans na receptę), jednak pojawia się też nowa postać, tytułowa "artystka wędrowna" – Adela. Powieść napisana jest w postaci pamiętnika oraz zapisu e-maili.

## Opis fabuły
Wika Wojtyńska otrzymuje nietypowe polecenie od swojej przyjaciółki – ma się zaprzyjaźnić z Adelą, śpiewaczką operową (sopranistką), która przyjeżdża do Szczecina, rodzinnego miasta Wiki.
Adela ma wielki talent, nie ma jednak stałego etatu, co powoduje jej liczne podróże po teatrach i operach. Cierpi na tym jej małżeństwo. Mąż jest bowiem rozczarowany brakiem stabilizacji, która w jego mniemaniu objawiać się powinna żoną w roli kury domowej. W tej sytuacji nie czuje się zobowiązany do lojalności wobec żony i znajduje sobie młodszą od niej kochankę.
Wika wraca do pracy po urlopie macierzyńskim. Zajęcia służbowe pochłaniają mnóstwo czasu i energii. W związku z tym Wiktoria żyje w bezustannym poczuciu winy, że zaniedbuje męża, synka Maciusia i dom. W przekonaniu tym utwierdza ją jej własny, stale krytykancki, ojciec. Ponadto ciągle dręczy ją to, że rodzice męża nie wiedzą, iż nie jest on ojcem wychowywanego przez siebie dziecka.
Wika teoretycznie zaprzyjaźnia się z piękną i utalentowaną śpiewaczką, jednak nie ma do niej stuprocentowego zaufania. Martwi się, że Adela uwiedzie jej męża Tymona, widać bowiem, że mężczyzna ten wyjątkowo spodobał się artystce.
U Wojtyńskich przebywa także przyjaciel Tymona, Witek, przygotowujący się do ważnego egzaminu. W życiu Wiki i Tymona pojawiają się też pani Tosia, która zostaje ich pomocą domową, oraz suczka rasy terier o imieniu Szanta.